# The Olden Domain
The Olden Domain è il secondo album in studio del gruppo black metal norvegese Borknagar, pubblicato il 18 agosto 1997 dalla Century Black. Ne sono state pubblicate anche un'edizione limitata di 1 500 copie in picture disc, e una in doppio vinile nel 2010.
Si tratta del primo disco del gruppo a presentare testi in inglese, oltre che dell'ultimo con il batterista Erik Brødreskift, che si tolse la vita pochi mesi dopo la pubblicazione. Musicalmente si distacca dalla maggior parte del black metal di quel periodo, grazie all'introduzione di chitarre acustiche, pianoforti, tastiere e voci pulite, con influenze di Metallica e Mercyful Fate tra gli altri. Piero Scaruffi l'ha definito l'album-manifesto della band.

## Tracce
1. The Eye of Oden – 6:01
2. The Winterway – 7:52
3. Om Hundrede Aar Er Alting Glemt – 4:12
4. A Tale of Pagan Tongue – 6:13
5. To Mount and Rove – 4:56
6. Grimland Domain – 6:19
7. Ascension of Our Fathers – 3:54
8. The Dawn of the End – 5:06

## Formazione
- Garm - voce
- Øystein G. Brun - chitarra, layout
- Kai K. Lie - basso
- Grim - batteria
- Ivar Bjørnson - sintetizzatore, effetti sonori

### Crediti[5][6]
- Carsten Drescher - design, layout
- Matthias Klinkmann - ingegneria del suono
- Oliver Recker - fotografia
- Eroc - missaggio